# 4-я улица Марьиной Рощи
4-я улица Ма́рьиной Ро́щи — улица на севере Москвы в районе Марьина Роща Северо-Восточного административного округа, между улицей Сущёвский Вал и 5-м проездом Марьиной Рощи. Названа по местности Марьина Роща, находившейся вблизи деревни Марьино (на месте нынешней Калибровской улицы).

## Расположение
Проходит с юга на север, начинаясь от Сущёвского Вала параллельно 3-й улице Марьиной Рощи, пересекает с 1-го по 5-й проезды Марьиной Рощи, на котором заканчивается. Справа от улицы находятся железнодорожные линии Алексеевской соединительной линии (перегон Станколит—Ржевская) и Рижского направления (перегон Москва-Рижская—Дмитровская).

## Учреждения и организации
- Дом 1 — Экогазстрой;
- Дом 4 — СВАО Марьина Роща ДЕЗ;
- Дом 23/25 — Московский городской фонд обязательного медицинского страхования отд. 13, 14 и 43 Северного Адм. Округа.